# Chirakkal
Chirakkal è una suddivisione dell'India, classificata come census town, di 43.290 abitanti, situata nel distretto di Kannur, nello stato federato del Kerala. In base al numero di abitanti la città rientra nella classe III (da 20.000 a 49.999 persone).

## Geografia fisica
La città è situata a 11° 55' 34 N e 75° 22' 06 E.

## Società

### Evoluzione demografica
Al censimento del 2001 la popolazione di Chirakkal assommava a 43.290 persone, delle quali 20.789 maschi e 22.501 femmine. I bambini di età inferiore o uguale ai sei anni assommavano a 4.953, dei quali 2.550 maschi e 2.403 femmine. Infine, coloro che erano in grado di saper almeno leggere e scrivere erano 36.253, dei quali 17.749 maschi e 18.504 femmine.